# Копанова, Екатерина Андреевна
Екатери́на Андре́евна Копа́нова (род. 26 мая 1985 года, Донецк) — российская киноактриса.

## Биография
Родилась 26 мая 1985 года в Донецке, вскоре после её рождения семья переехала в Севастополь. Родители — артисты балета, состояли в труппе Ансамбля песни и пляски Черноморского флота РФ.
Училась в школе № 14 города Севастополя, где был специализированный класс с театральным уклоном, в котором преподавали педагоги из Академического русского драматического театра имени Луначарского.
После окончания школы в 2002 году Екатерина поехала в Москву, где подала документы сразу в несколько театральных институтов.
В 2006 году окончила ВТУ имени Щукина с красным дипломом, курс Владимира Петровича Поглазова.
Была приглашёна в Московский драматический театр им. К. С. Станиславского, где получила роль мальчика в спектакле «Чёрная курица». Одновременно её утвердили на главную роль в полнометражной мелодраме «В ожидании чуда». Роль девушки Майи принесла ей первую известность и приз имени Александра Абдулова за лучшую женскую роль на VI Международном фестивале кинодебютов «Дух огня—2008». Кадры из фильма вошли в клип на песню «Девочка, которая хотела счастья» музыкальной группы «Город 312», а эпизод, в котором лунной ночью Майя танцует с воображаемым другом Феем в 2008 году получил Кинонаграду MTV Russia за самую зрелищную сцену.
В 2009 году сыграла главную героиню в сериале «Крем». Роль дурнушки Лизы Чайкиной принесла ей широкую известность и любовь зрителей.
В 2015 году на экраны вышло сразу три детективных мини-сериала из цикла «Три подруги в поисках денег и счастья» о трёх подругах по романам Натальи Александровой. В фильмах «Погоня за тремя зайцами», «Марафон для трёх граций» и «Убийство на троих» главные роли исполнили Екатерина Копанова, Алла Юганова и Юлия Такшина. Экранизации транслировались в эфире канала ТВ Центр. Следом за ними вышло ещё три сериала из цикла: «Три лани на алмазной тропе» (2016) и «Мышеловка на три персоны», «Трое в лифте, не считая собаки» (2017).
В 2018—2020 годах сыграла главную роль Нади Митрофановой в детективных мини-сериалах режиссёра Наталии Микрюковой по романам Анны и Сергея Литвиновых: «Десять стрел для одной», «Ныряльщица за жемчугом», «Смертельный тренинг», «Одноклассники смерти». Партнёром по площадке выступил актёр Станислав Бондаренко, сыгравший роль жениха Митрофановой — успешного журналиста Дмитрия Полуянова.
За последние десять лет снималась в популярных фильмах и сериалах: «На Париж», «Жизнь и приключения Мишки Япончика», «Торгсин», «Кровавая барыня», «Дылды» и других.

## Семья
Муж — Павел Палкин, юрист. Со своим будущим мужем Екатерина познакомилась в 2008 году во время съёмок — он проходил срочную службу на Черноморском флоте и вместе с товарищем по просьбе режиссёра пришёл сняться в массовке сериала «Мины в фарватере». Родители четырёх детей: Елизаветы, Златы, Фёдора и Дарьи.

## Фильмография
1. 2006 — Талисман — служанка Ольги
2. 2006 — Из пламя и света — Марфуша
3. 2006 — Служба 21, или Мыслить надо позитивно — Соня
4. 2006 — Союз без секса
5. 2006 — Любовь как любовь — Оксана
6. 2007 — В ожидании чуда — Майя
7. 2007 — Никогда не забуду тебя! — секретарь в редакции
8. 2007 — Срочно в номер — подружка
9. 2008 — Девочка моя — Алёна, дочь Ирины
10. 2008 — Жаркий лёд — медсестра Света
11. 2008 — Мины в фарватере — Катюша
12. 2008 — Моя любимая ведьма (49-я серия) — домработница по вызову
13. 2008 — С.С.Д. ― Вера
14. 2008 — Тариф новогодний — девочка в очках
15. 2008 — Обручальное кольцо — Василиса
16. 2009 — Дольше века — Татьяна
17. 2009 — Крем — Лиза Чайкина
18. 2010 — В лесах и на горах — Дуняша Смолокурова
19. 2010 — Игрушки — Варвара Некрасова
20. 2010 — Путь к себе — подруга Рады
21. 2011 — Гадкий утёнок — Люся
22. 2011 — Жизнь и приключения Мишки Япончика — Софочка Аверман
23. 2011 — Пусть говорят — Света Иванова
24. 2011 — СОБР — Мария
25. 2012 — Андрейка — Люба
26. 2012 — Маша и медведь — Виолетта
27. 2012 — Путейцы-3 — проводница Лена
28. 2012 — Склифосовский-1 — пострадавшая девушка
29. 2013 — Особенности национальной маршрутки — Оля
30. 2013 — Первоклашки — мама Насти
31. 2013 — Полярный рейс — Лена
32. 2013 — Проверка на любовь — Света
33. 2014 — Алёнка из Почитанки — Светик
34. 2014 — Обнимая небо — Зина
35. 2015 — Убийство на троих — Катя Дронова
36. 2015 — Марафон для трёх граций — Катя Дронова
37. 2015 — Погоня за тремя зайцами— Катя Дронова
38. 2015 — Барсы — Тоня
39. 2016 — Три лани на алмазной тропе — Катя Дронова
40. 2017 — Пропавший без вести. Второе дыхание — Дуня
41. 2017 — Мышеловка на три персоны — Катя Дронова
42. 2017 — Трое в лифте, не считая собаки — Катя Дронова
43. 2017 — Торгсин — Даша
44. 2017 — Кровавая барыня — Аксинья, крестьянка, любовница Глеба Салтыкова
45. 2018 — На Париж — медсестра
46. 2018 — Десять стрел для одной — Надя Митрофанова
47. 2018 — Ныряльщица за жемчугом — Надя Митрофанова
48. 2018 — Смертельный тренинг — Надя Митрофанова
49. 2018 — Триггер — Наталья Викторовна
50. 2019 — Большое небо — Натаха
51. 2019 — Дылды — преподаватель
52. 2020 — Одноклассники смерти — Надя Митрофанова
53. 2020 — Женщина в состоянии развода — Даша
54. 2020 — Рассвет на горе Адама — Катя
55. 2021 — Некрасивая — Вера
56. 2021 — Тайна Лилит — Евгения, секретарь
57. 2021 — Ключ от всех дверей ― Даша
58. 2021 — Русская жена
59. 2021 — Чувство правды — Наталья Ласточкина
60. 2022 — Прости за любовь — Валя
61. 2022 — Тайны следствия-22 — психолог МВД Вера Павловна
62. 2022 — Русская жена — Галина
63. 2022 — Уроки любви — Катя
64. 2023 — Шаляпин — Катерина
65. 2023 — Провинциальный детектив (2 сезон) — Ольга
66. 2023 — Тайны следствия — 23 — психолог МВД Вера Павловна
67. 2024 — Маня и Груня — старший следователь Мария Пичугина
68. 2024 — Чувство правды (2 сезон) — Наталья Ласточкина
69. 2024 — Свидание вслепую — Надежда
70. 2025 — Провинциальный детектив (3 сезон) — Ольга Брянцева
71. 2025 — Чувство правды (3 сезон) — Наталья Ласточкина

## Клипы
- 2007 «Девочка, которая хотела счастья», (Город 312). В клипе была задействованы кадры с героиней фильма В ожидании чуда (2007);
- 2009 «Настройся на меня», (певец Дмитрий Колдун);
- 2022 «А в деревне», дуэт Ярослава Сумишевского и Алексея Петрухина